# Program Slicing
Unter Slicing (genauer Program Slicing) versteht man die Analyse eines Computerprogramms mit dem Ziel herauszufinden, welche Anweisungen eines Programms eine bestimmte Anweisung in einem bestimmten Programmpunkt beeinflussen bzw. von ihr beeinflusst werden.
Bei Static Slicing erfolgt diese Analyse unabhängig von einer bestimmten Startkonfiguration, während sie bei Dynamic Slicing für eine bestimmte Startkonfiguration erfolgt.
Unter Approximate Dynamic Slicing ist zu verstehen, dass für die Methode des Static Slicing nicht das gesamte Programm herangezogen wird, sondern nur diejenigen Teile des Programms, welche bei einer speziellen Startkonfiguration durchlaufen wurden.